# À plein tube !
Pour les articles homonymes, voir À plein tube.
Pour plus de détails, voir Fiche technique et Distribution.
À plein tube ! (The Dark Backward) est une comédie fantastique américaine réalisée et écrite par Adam Rifkin, sortie en 1991.

## Synopsis
Dans une ville américaine très désordonnée et où les ordures remplissent toutes les rues, le timide Marty et le truculent Gus travaillent comme agents de la propreté. Marty Malt est un jeune homme chétif avec des lunettes qui essaye à tout prix de percer dans le milieu du spectacle, mais avec grande difficulté car il n'est vraiment pas talentueux. Son one-man-show accompagné par l'accordéon de Gus dans un petit local miteux ne fait rire vraiment personne. Mais Gus lui fait croire qu'il pourrait y arriver, il persiste et finit par y arriver grâce à un événement très inattendu : une troisième bras lui a poussé dans le dos. Alors que ce prodige lui ouvre les portes de la réussite professionnelle, cela devient de plus en plus handicapant dans sa vie quotidienne, notamment dans les rapports avec sa petite amie Rosarita. Cette dernière travaille dans un petit bistrot de quartier très sale et dégoutant. Elle partage avec Marty un petit appartement sordide et poussiéreux, qu'elle finit par quitter quand Marty semble décidé à se servir de son troisième bras pour doper sa carrière. Quelque temps après, elle se laisse séduire par Gus sur son lieu de travail. 
Mais quand Marty passe enfin à la TV, Rosarita le voit et pleure en regrettant sa décision. 
Marty pense toujours à elle et il en rêve même la nuit. 
Après le succès en TV, Marty et Gus reçoivent une proposition pour aller travailler à Hollywood, mais juste avant le départ, Marty se réveille un matin et s'aperçoit que son troisième bras a disparu. 
Malgré tout, après en avoir discuté avec le chasseur de talents Jackie Chrome qui gère les contacts avec les producteurs à Hollywood, Marty et Gus insistent pour pouvoir avoir un contrat. Jackie leur dit que le spectacle de Marty avec seulement deux bras n'est plus du tout intéressant; les producteurs ont toutefois décidé de profiter du talent de Gus avec son accordéon. C'est donc Gus qui part a Hollywood sans états d'âme, abandonnant Marty. Marty essaie de renouer avec Rosarita, mais il a la surprise de constater qu'elle ne travaille plus dans le bistrot et qu'elle est partie sans laisser d'adresse.
Marty essaie à nouveau son one-man-show, cette fois en racontant, avec un texte très pessimiste et dramatique, toutes ses mésaventures, et, chose très étonnante, cette fois le public s'amuse beaucoup.       

## Fiche technique
- Titre : À plein tube !
- Titre original : The Dark Backward
- Réalisation : Adam Rifkin
- Scénario : Adam Rifkin
- Production : Cassian Elwes, Brad Wyman, Ron Diamond, Mark Daniel Jones, William Talmadge, Randolf Turrow, Lucy Ann Buffett, Lisa Lange
- Musique : Marc David Decker
- Photographie : Joey Forsyte
- Montage : Peter Schink
- Direction artistique : Sherman Williams
- Chef-décorateur : Wendy Guidery
- Costumes : Alexandria Forster
- Pays de production : États-Unis
- Langue : anglais
- Genre : comédie, fantastique
- Durée : 101 minutes
- Date de sortie : 
  - États-Unis : 26 juillet 1991

## Distribution
- Judd Nelson : Marty Malt
- Bill Paxton : Gus
- Wayne Newton : Jackie Chrome
- Lara Flynn Boyle : Rosarita
- James Caan : Docteur Scurvy
- Rob Lowe : Dirk Delta
- King Moody : Twinkee Doodle
- Claudia Christian : Kitty
- Danny Dayton : Syd
- Adam Rifkin : Rufus Bing
- Tony Cox : Xylophone humain
- Billy Bob Thornton : Patron du Sloppy's (non crédité)
- Roberts Gannaway : Denny Ginkle
- Scott Goldman : Mouseman
- Jason Logan : Man Behind Counter
- Anna Berger : Mrs. Malt

## Distinctions

### Nominations
- Saturn Award 1992 : Meilleur acteur dans un second rôle (Wayne Newton)